# Baborów

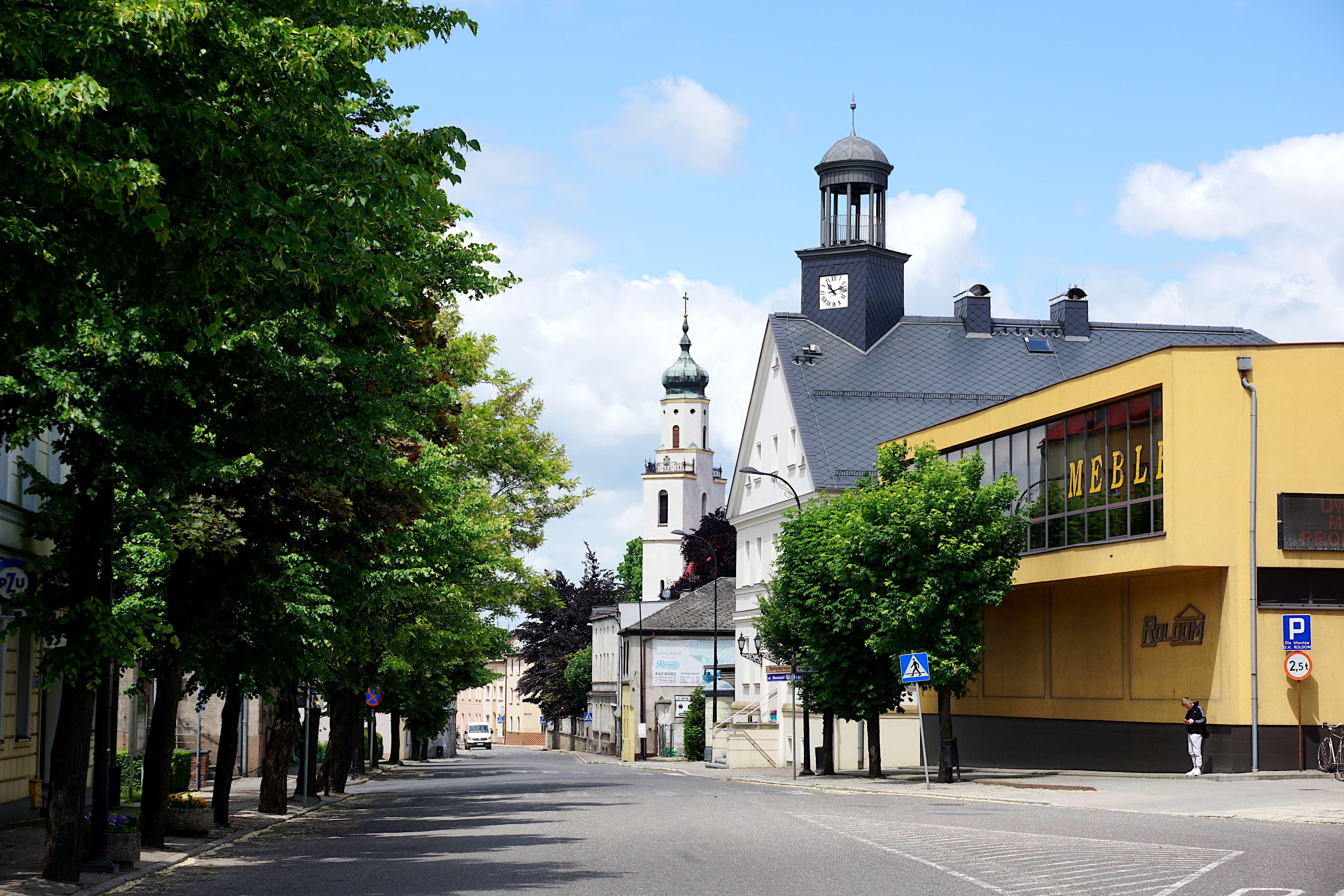
Ulica Ratuszowa

Baborów (daw. Baworów, niem. Bauerwitz, cz. Bavorov) – miasto w południowej Polsce, województwie opolskim, w powiecie głubczyckim, siedziba gminy miejsko-wiejskiej Baborów. Geograficzne leży na Przedgórzu Sudeckim nad rzeką Psiną (śl. Cyna). Lokalny ośrodek usługowy, wytwórnia pasz. 
Według danych GUS z 1 stycznia 2024 roku miasto miało 2823 mieszkańców.
Baborów uzyskał lokację miejską przed 1340 rokiem, zdegradowany przed 1575 rokiem, powtórnie lokowany w 1718 roku.

## Nazwa
Nazwa dzierżawcza Baborowa pochodzi od imienia Bawor, które jest etymologicznym synoninem Bawara, czyli Bawarczyka.
W alfabetycznym spisie miejscowości na terenie Śląska wydanym w 1830 roku we Wrocławiu przez Johanna Knie miejscowość występuje pod nazwą niemiecką Bauerwitz oraz polską Baborow. Spis geograficzno-topograficzny miejscowości leżących w Prusach z 1835 roku wymienia polską nazwę miejscowości Baborow oraz niemiecką Bauerwitz.
Polską nazwę Baborów w książce "Krótki rys jeografii Szląska dla nauki początkowej" wydanej w Głogówku w 1847 wymienił śląski pisarz Józef Lompa.
Obecna nazwa została administracyjnie zatwierdzona 12 listopada 1946.

## Historia
Przepływająca przez Baborów rzeka Psina stała się rzeką graniczną pomiędzy Polską a Morawami, być może już w wyniku pokoju kłodzkiego w 1137, być może później, jednak przed końcem XII wieku. Początkowo lewy, północny brzeg, znajdował się po stronie polskiej (raciborskiej). Miała tu, na obszarze późniejszego Baborowa, znajdować się miejscowość Lichan, wzmiankowana w 1223 roku. Skrawek ziemi na lewym brzegu Psiny w jej górnym i środkowym biegu stracił książę Władysław opolski w 1253 po nieudanej wyprawie przeciw późniejszemu królowi czeskiemu Przemysłowi Ottokarowi II. Prawdopodobnie po tym wydarzeniu Czesi wybudowali na miejscu Lichania nową osadę, której pierwszym znanym właścicielem miał być zmarły w 1291 czeski możnowładca i dygnitarz Przemysła Ottokara II Bawor II ze Strakonic (przez historię znany także jako Bavor III). Pierwsza wzmianka o samym mieście pochodzi z dokumentu datowanego na rok 1296. Wymieniony w nim został wójt baborowski Jarosław (Jeroslaum advocatum de Baurwitz). Wzmianka o wójcie wskazywać może na lokację na prawie niemieckim. Początkowo większość z około 200 do 300 mieszkańców miasta była pochodzenia słowiańskiego. Lokacja Baborowa była jednym z elementów ekspansywnej polityki czeskiej na Płaskowyżu Głubczyckim. W tym samym czasie na południowym brzegu joannici z Grobników mieli założyć Jaroniów (niem. Jernau). W 1337 połączono wydzielone wcześniej z Moraw księstwo opawskie ze śląskim księstwem raciborskim. Otworzyło to drogę do ekspansji raciborskiej w okolicach Baborowa. W XIV w. miasteczko zostało kupione przez konwent dominikanek św. Ducha w Raciborzu. Kościół parafialny, wzmiankowany w 1386 r., powstał najprawdopodobniej w momencie lokacji. Proboszczem był niejaki ks. Leerbeth, z pochodzenia Niemiec, po nim niejaki Wacław. W 1405 r. Baborów był już miasteczkiem zarządzanym przez magistrat. 
W XVIII wieku Baborów podlegał inspekcji podatkowej w Prudniku. Po wojnach śląskich znalazł się w granicach Prus i powiatu głubczyckiego. W 1746 w Baborowie znajdowała się wartownia pocztowa, podlegająca pod urząd pocztowy w Prudniku. W 1750 r. w mieście działały cechy szewców, kuśnierzy, tkaczy i kowali. Jeszcze w pierwszej połowie XIX wieku w mieście nasiliły się wpływy czeskie, w języku tym odprawiane były msze (niemieckie kazanie odbywało się raz na 6 tygodni) i uczono nim w szkołach, podczas gdy w pobliskich wioskach miejscowi Morawcy posługiwali się dialektem sułkowskim, zaliczanym do polskiego dialektu śląskiego. Dla pełnego rozkwitu miasta decydujące znaczenie miała budowa kolei żelaznej. Uroczyste otwarcie linii kolejowej Głubczyce - Racibórz nastąpiło w dniu 15 października 1856. Pod koniec XIX wieku powstały tu cukrownia i cementownia: w 1909 r. otwarto w Baborowie 3 cegielnie, 2 parowe młyny, słodownię, mleczarnię i fabrykę kafli. W mieście pojawiła się społeczność żydowska, przyśpieszyło to również proces asymilacji do kultury niemieckiej aż do pełnej germanizacji miasta w latach 20. XX wieku.
W lutym 1919 roku na konferencji paryskiej Czechosłowacja wysunęła roszczenie terytorialne do Baborowa.
W 1928 do miasta przyłączono wioskę Jaroniów, w której urodził się Carl Ulitzka.
Baborów został zajęty 29 marca 1945 roku przez oddziały 60 armii i 5 korpusu zmechanizowanego gwardii z  4 armii pancernej gwardii z 1 Frontu ukraińskiego. Podczas walk z hitlerowcami zginęło ok. 200 żołnierzy radzieckich. 
30 września 2012 r. odsłonięto w Baborowie pomnik pomordowanych na Kresach Wschodnich w latach 1939 - 1946, zawierający herby Lwowa, Tarnopola, Stanisławowa i Łucka. 
3 lutego 2018 r. na ścianie dawnego ratusza odsłonięto tablicę upamiętniającą więźniów niemieckiego obozu śmierci Auschwitz-Birkenau, którzy zostali zamęczeni i zamordowani podczas Marszu Śmierci w 1945 r.

## Demografia
Baborów podlega pod Urząd Statystyczny w Opolu, oddział w Prudniku.

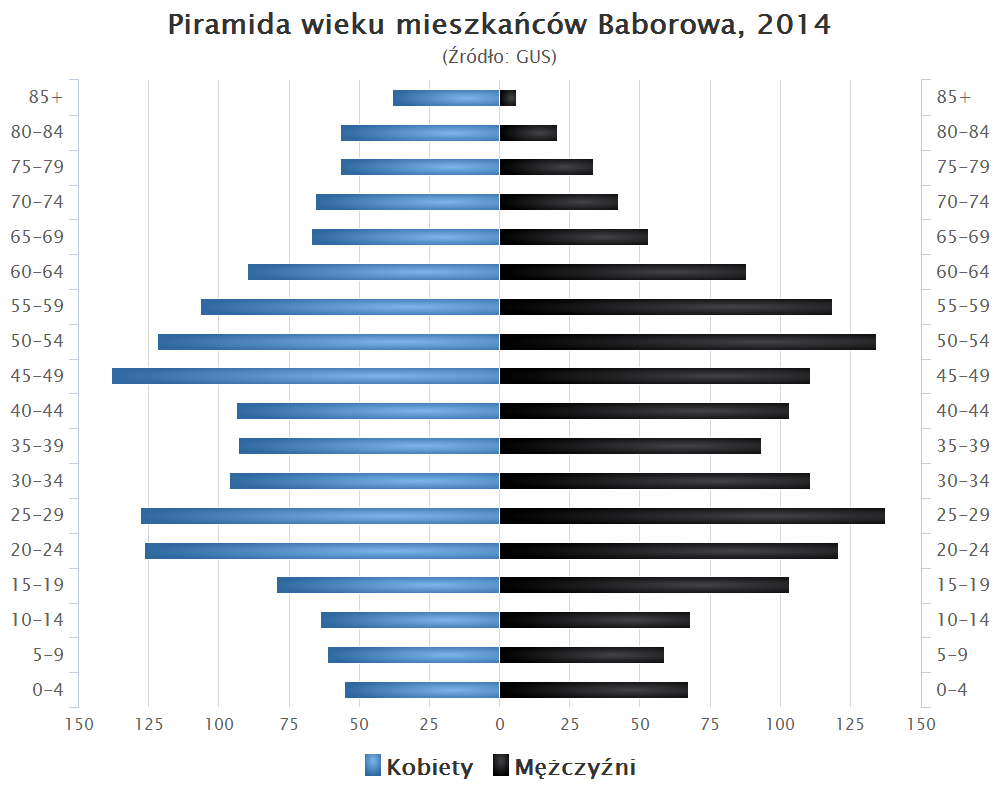
Piramida wieku mieszkańców Baborowa w 2014 roku

## Urodzeni
- August Adolph Anastasius Bargiel(inne języki) - muzyk rodzinnie związany z Woldemarem, a pośrednio związany z Clarą Schumann
- Carl Ulitzka (w części obecnego Baworowa)

## Zabytki

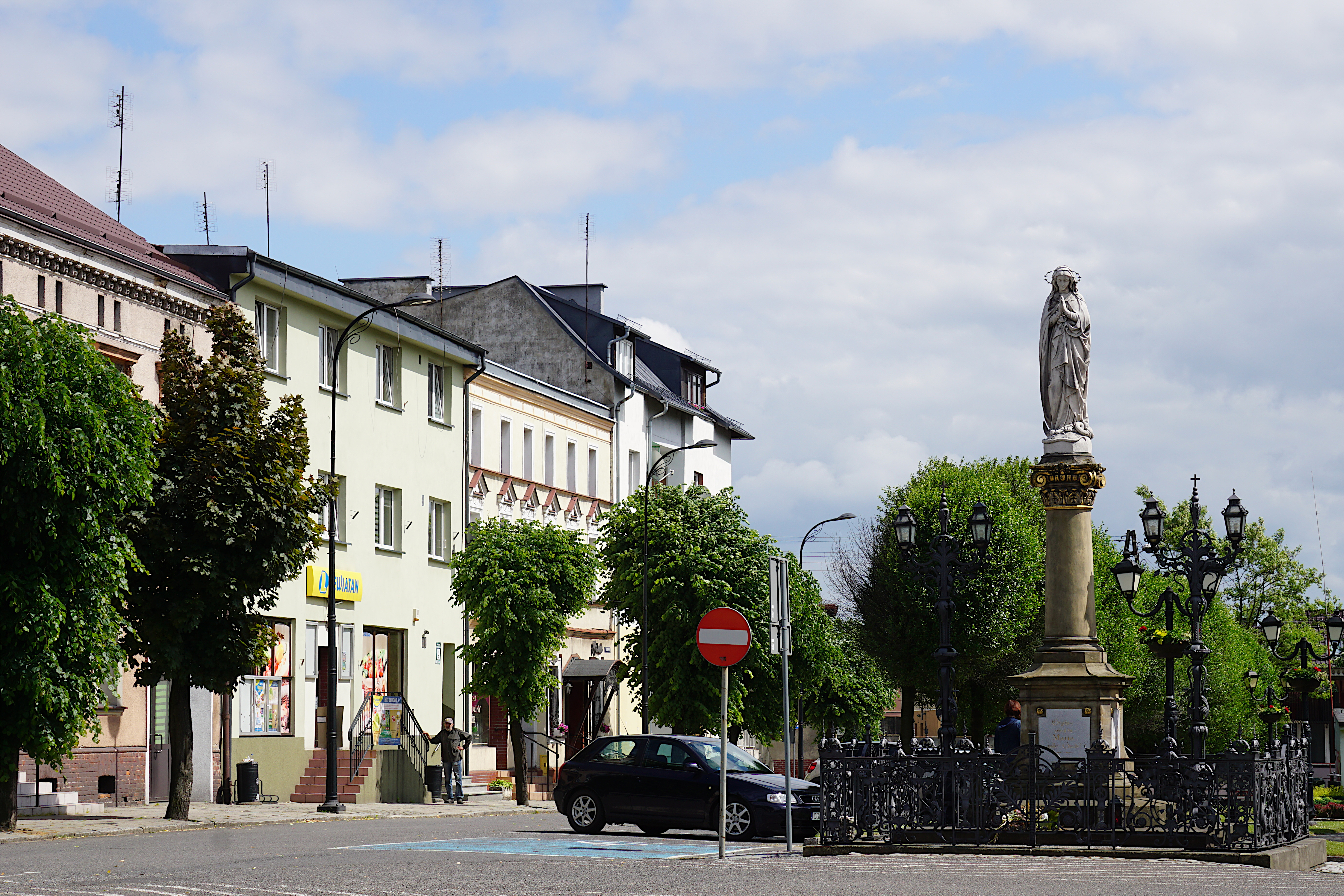
Na Rynku

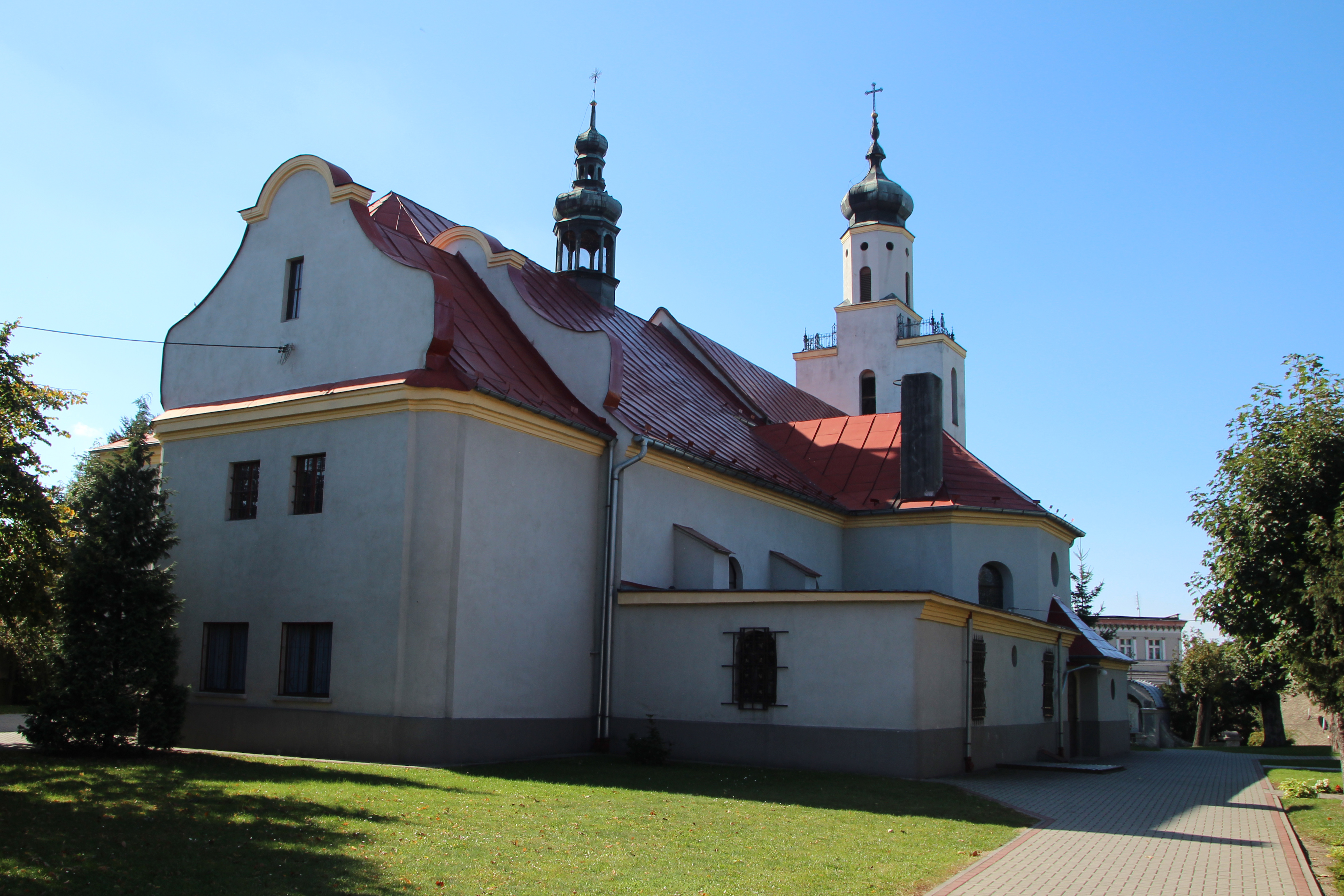
Kościół par. pw. Narodzenia NMP, z poł. XIX w.

Do wojewódzkiego rejestru zabytków wpisane są:
- stare miasto
- kościół par. pw. Narodzenia NMP, z poł. XIX w., 1922 r.
- kościół cmentarny pw. św. Józefa, barokowy, drewniany z l. 1700-1702 - XVIII w.
- kaplica pw. Najświętszego Serca Pana Jezusa, ul. Opawska 17, z 1889 r.
- ratusz, z pocz. XIX w., drugiej poł. XIX w.
- dom, ul. Kozielska 15, z 1820 r.
- domy, ul. Raciborska 12, d. 97, 15 d. 88, z XIX w.
- domy, Rynek 13, 17, z poł. XIX w.
- dom, ul. Wiejska 7, z pocz. XIX w.
- spichrz, ul. Wiejska 3.

## Transport

### Drogi
Przez miasto przebiega 6 dróg powiatowych o łącznej długości 47,40 km. Są to drogi:
- 1225O Baborów - Sucha Psina (DK38)
- 1226O Baborów – Dziećmarowy (DK38)

- 1261O Baborów - Szczyty
- 1262O Racibórz - Baborów - Bernacice
- 1277O Baborów - Dzielów

Na północ od Baborowa, na granicy gminy Baborów, biegnie droga krajowa nr 38 o długości 42 km. Przebiega ona w całości przez województwo opolskie, łączy Kędzierzyn-Koźle z Głubczycami.

### Komunikacja publiczna
Miasto Baborów jest udziałowcem Powiatowo-Gminnego Związku Transportu „Pogranicze”, który organizuje publiczne przewozy pasażerskie w powiatach prudnickim i głubczyckim.

### Kolej
Przez Baborów biegną dwie, czynne linie kolejowe, są to:
- 177 Racibórz – Pietrowice Głubczyckie[24]
- 195 Kędzierzyn Koźle Zachodnie – Baborów[25]

Przez miasto przebiega również zlikwidowana lina kolejowa nr 325 znaczenia miejscowego, relacji Baborów - Pilszcz.
Baborów posiada techniczną stację kolejową.

## Miasta partnerskie
- Grodziec nad Morawicą, Czechy
- Teublitz, Niemcy

## Bezpieczeństwo

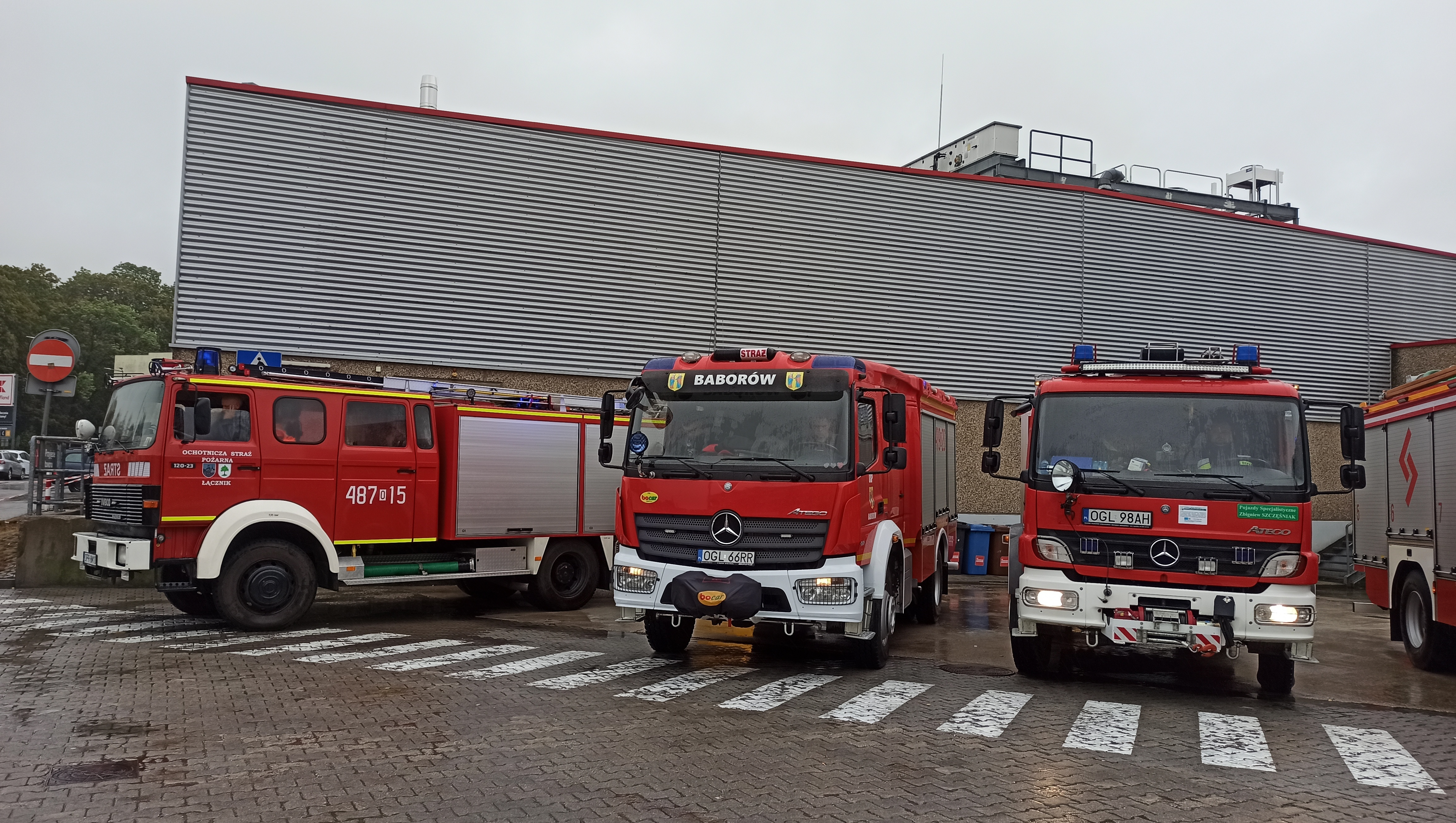
Wóz OSP Baborów (pośrodku) w Prudniku podczas powodzi w 2024

W zakresie ochrony przeciwpożarowej oraz innych miejscowych zagrożeń w Baborowie działa jednostka Ochotniczej Straży Pożarnej, włączona w krajowy system ratowniczo-gaśniczy. OSP Baborów wchodzi w skład Kompanii Gaśniczej „Prudnik”.